# Minettia luteitarsis
Minettia luteitarsis är en tvåvingeart som först beskrevs av de Meijere 1916.  Minettia luteitarsis ingår i släktet Minettia och familjen lövflugor. Inga underarter finns listade i Catalogue of Life.